# Óscar Javier Pulido Senderos
Óscar Javier Pulido Senderos (Ingelheim, Alemania, 15 de mayo de 1976) es un exfutbolista español. Jugaba de centrocampista y su último equipo fue el CD Cieza.

## Trayectoria
Comenzó su andadura como futbolista en las escalas inferiores del Real Madrid hasta que fichó por el CP Cacereño en la temporada 97-98. Posteriormente pasó por el Getafe CF (1998-2001), CD Leganés (2001-03), CD Numancia (03-04), Real Murcia (2004-06), de nuevo CD Numancia (06-07), UD San Sebastián de los Reyes (07-09), Sangonera Atlético CF en 2009, Lorca Deportiva Club de Fútbol en 2010, CF Molina en 2011 y CD Cieza (2011-12).